# Atomaria mesomela
Atomaria mesomela là một loài bọ cánh cứng trong họ Cryptophagidae. Loài này được Herbst miêu tả khoa học năm 1792.

## Hình ảnh

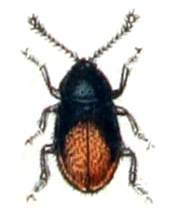